# Eric Akoto
Eric Akoto (Accra, 1980. június 20. –) togói válogatott labdarúgó.

## Fordítás
- Ez a szócikk részben vagy egészben  az   Eric Akoto című angol Wikipédia-szócikk fordításán alapul.  Az eredeti cikk szerkesztőit annak laptörténete sorolja fel. Ez a jelzés csupán a megfogalmazás eredetét és a szerzői jogokat jelzi, nem szolgál a cikkben szereplő információk forrásmegjelöléseként.